# جان فیربرادر
جان فیربرادر (انگلیسی: John Fairbrother; ۱۲ فوریهٔ ۱۹۴۱ – تاریخ ورودی نامعتبر است) بازیکن فوتبال بود.
از باشگاه‌هایی که در آن بازی کرده‌است می‌توان به باشگاه فوتبال ووستر سیتی اشاره کرد.